# Václav Dušek
Václav Dušek (* 2. září 1944 Praha) je český spisovatel-prozaik a scenárista.
Původně byl malířem pokojů, později učitel na lidové škole umění, scenárista, dramaturg a redaktor.
V jeho prózách dominují postavy dospívajících mladých lidí, často z problematických rodin, kteří se snaží najít pevné místo ve světě, ale často sklouznou na okraj společnosti. Jeho první čtyři díla spojuje částečně autobiografická postava hrdiny Tadeáše Falka.

## Dílo
- Panna nebo orel (1974) – román o mladíkovi, „kterého plně prožitá láska k dívce vyvede z prostředí party mladých, pohybujících se na hranici zločinu, a pomůže mu zakotvit v činorodém, čestném životě“. V roce 1977 natočila Československá televize předlohu jako televizní film pod názvem "Putování Tadeáše Farky".
- Druhý dech (1974) – volné pokračování: Tadeáš Falk „se založením rodiny začíná nový život; bojuje o lidskou důstojnost, důvěru a uznání, o lásku své nevlastní dcerky. V komorně laděném příběhu zachytil autor svět práce s porozuměním pro problémy řadového dělníka“. Zfilmováno Jurajem Herzem jako Křehké vztahy (1979) s Vladimírem Kratinou v hlavní roli
- Tuláci (1978) – soubor povídek o klukovské partě v Karlíně po 2. světové válce, která se postupně ocitá v konfliktu se zákonem. Roku 2001 natočeno Vítem Olmerem jako televizní film ČT.
- Dny pro kočku (1979) – román, námětem opět život mladých lidí, jazyk je hovorový, často i vulgární. Vypravěč Tadeáš „se dostává na scestí a upíná se k bezcharakternímu povaleči. Teprve pod dojmem první lásky k mladé dívce nachází správnou cestu“: Vyhodí z učení, odchází z domova a žije na ulici. Záhy potkává mladíka s přezdívkou Delfín a dívku Moniku, která utekla z domova pro mládež. Jenže Delfín Monu vydá policii. Tadeáš za to svého druha nenávidí a porve se s ním. Synopse na serveru pro „čtenářské deníky“
- Lovec štěstí (1980) – román o mladíkovi, který vychází z vězení a snaží se začít znovu, nakonec neúspěšně
- Kukačky (1988)
- Skleněný Golem (1989) – román o dětství a dospívání v 50. letech v rozvrácené rodině „nepřítele socialismu“, v internátě hornických učňů a na vojně. Byl napsán již počátkem 80. let, ale pro své drsné, neidylické zachycení doby (ač vcelku dodržující ideologické hranice) mohl vyjít až na samém konci přestavbového uvolnění, těsně před revolucí, takže nebyl kriticky doceněn. Nakl. Mladá fronta 2006; ISBN 80-204-1389-8
- Komu nepadají hvězdy (1990) – povídky
- Poslední kovboj (1993)
- Karlínské blues (1994)
- Paví dům (2001) – detektivní román, nakl. Dialog; ISBN 80-85843-79-X
- Vy nám taky (2008)

Dále spolupracoval na vzpomínkové knize Josefa Vinkláře Pokus o kus pravdy (1993) a na sleeve-notu k jeho nahrávce Života náhody: vzpomínkové vyprávění (1998), kniha Velká vodní loupež (2000) o privatizaci říčních správ a občasné překlady z ruštiny a angličtiny.